# Ábila (Pereia)
Ábila (em árabe: ابيلا) - também a bíblica Abel-Sitim ou Há-Sitim (ou simplesmente Sitim) - foi uma cidade antiga a leste do Rio Jordão em Moabe, depois Pereia, próximo à Lívia, em torno de doze quilômetros a nordeste da costa norte do Mar Morto. O local agora é o de Abil-ez-Zeit, no Jordão.
Abel-Sitim (significado em hebraico de "Campo das Acácias") é encontrado apenas em Números 33:49, mas Há-Sitim (significado em hebraico de "As Acácias"), evidentemente o mesmo lugar, é mencionado em Números 25:1, Josué 3:1 e Miquéias 6:5. Foi o quadragésimo segundo acampamento dos israelitas, associado com a integração cultural e casamento misto com os residentes moabitas, a heresia de Peor e o Pacto e Paz de acordo com o qual Deus reconheceu o zelo de Finéias e a permanência do sacerdócio de Arão. Foi também a sede final de Josué antes de atravessar o Jordão.
O local é traduzido como Sitim nas bíblias Almeida Corrigida e Revisada Fiel, Almeida Revisada Imprensa Bíblica, Nova Versão Internacional. A Bíblia Judaica Completa e a Bíblia Judaica Ortodoxa traduzem como Shitim. A Tradução Boas Novas possui a tradução como Vale de Acácia e a Nova Versão King James possui Bosque de Acácia.
Flávio Josefo afirmou que havia em seu tempo uma cidade, Ábila, cheira de palmeiras, a uma distância de sessenta estádios do Jordão, e a descreveu como o local onde Moisés entregou as exortações de Deuteronômio. Há nos dias de hoje um bosque de acácias não muito longe do lugar, apesar das palmeiras mencionadas por Josefo não estarem mais lá.